# Goyo Martín
Gregorio "Goyo" Martín Gutiérrez (Valladolid, 27 de agosto de 1925-Puerto Real, 4 de octubre de 2023) fue un futbolista español que se desempeñó en la posición de guardameta.
Desarrolló su carrera profesional en cuatro clubes: U. D. Salamanca, Alas Valladolid, Real Ávila y Real Valladolid.

## Trayectoria
| Club            | Años      | Partidos |
| --------------- | --------- | -------- |
| U. D. Salamanca | 1945-1946 | 1        |
| Alas Valladolid | 1946-1947 |          |
| Real Ávila      | 1947-1948 |          |
| Real Valladolid | 1948-1950 | 4        |
| U. D. Salamanca | 1950-1952 | 10       |